# اسب بخار

اسب بخار

اسب-بخار (به انگلیسی: Horsepower) و (به فرانسوی: Cheval-vapeur) که به‌اختصار با hp نشان داده می‌شود، یکای توان است که میزان کار انجام‌شده در واحد زمان را بیان می‌کند. این واژه در اواخر قرن هجدهم توسط مخترع اسکاتلندی، جیمز وات برای مقایسهٔ بازده موتور بخار با قدرت اسب‌های کاری به تصویب رسید. بعد از آن برای سنجش بازده موتورهای پیستونی و الکتریکی و توربین‌ها کاربرد آن بیشتر گسترش یافت، اما امروزه این اصطلاح به‌خاطر تعریف‌های مختلفی که از آن موجود بوده، در علوم چندان به‌کار نمی‌رود. اسب بخار به‌عنوان مقیاسی از توان موتورهای درون‌سوز بیشتر در صنعت خودروسازی اصطلاحی رایج است. واحد توان در دستگاه SI وات است. یک اسب بخار، بنابر تعاریف مشهور، بین ۷۳۵٫۵ تا ۷۵۰ وات است.
در منابع و محاسبات مهندسی برق، یک اسب بخار برابر با ۷۴۶ وات است. تصویر اسب بخار متریک (اسب بخار). یک اسب بخار قدرت مورد نیاز برای بلند کردن وزن ۷۵ کیلوگرم (میانگین وزن یک نفر) به یک متری (۳٫۲۸ فوت) در عرض یک ثانیه است. اسب بخار متریک معادل تقریبی ۷۳۵٫۵ وات است.

## تاریخچه
توسعه موتور بخار دلیلی برای مقایسه میزان تولید اسب با موتورهایی بود که می‌توانند جایگزین آنها شوند. در سال ۱۷۰۲، توماس ساوری در کتاب «دوست معدنچی» نوشت:
به طوری که موتوری که بتواند به اندازه دو اسب آب جمع کند، در یک زمان با هم کار می‌کند و می‌تواند ده یا دوازده اسب را برای انجام همان کار نگه دارد. سپس می‌گویم، ممکن است چنین موتوری به اندازه کافی بزرگ شود تا بتواند کار لازم در استخدام هشت، ده، پانزده یا بیست اسب را انجام دهد تا بتواند به‌طور مداوم نگهداری شود و برای انجام چنین کاری نگهداری شود …
بعداً این ایده توسط جیمز وات برای کمک به بازاریابی پیشرانه بخار خود مورد استفاده قرار گرفت. وی قبلاً توافق کرده بود که یک سوم پس‌انداز زغال‌سنگ را از موتورهای بخار قدیمی نیوکامن دریافت کند. این طرح حق امتیاز با مشتریانی که موتور بخار فعلی ندارند اما در عوض از اسب استفاده می‌کردند، کارساز نبود.
در سال ۱۹۹۳، استیونسون و Wassersug مقاله‌ای را در خلاصه اندازه‌گیری‌ها و محاسبات میزان کار اوج و پایدار یک اسب در مجله Nature منتشر کردند. با استناد به اندازه‌گیری‌های انجام شده در نمایشگاه ایالتی آیووا در سال ۱۹۲۶، آنها گزارش دادند که حداکثر توان طی چند ثانیه تا ۱۴٫۹ اسب بخار (۱۱٫۱ کیلووات) اندازه‌گیری شده‌است و همچنین مشاهده کردند که برای فعالیت‌های پایدار، میزان کار در حدود ۱ اسب بخار (۰٫۷۵ کیلووات) به ازای هر اسب با توصیه‌های کشاورزی از قرن ۱۹ و ۲۰ مطابقت دارد و همچنین با سرعت کار حدود ۴ برابر میزان پایه مصرف شده توسط سایر مهره‌داران برای فعالیت پایدار سازگار است.

## محاسبه
اگر گشتاور و سرعت چرخش در واحدهای منسجم SI بیان شوند، قدرت به صورت زیر محاسبه می‌شود
{\displaystyle P=\tau \omega ,}
که در آن P بر حسب وات و {\displaystyle \tau } بر حسب نیوتن متر گشتاور است، و {\displaystyle \omega } (اُمگا) سرعت زاویه‌ای بر حسب رادیان بر ثانیه است. اگر به جای این واحدها از واحدهای دیگری استفاده شود، یک فاکتور تبدیل باید در آن لحاظ شود.

## تعاریف
تعاریف زیر به‌طور گسترده‌ای مورد استفاده قرار گرفته یا استفاده می‌شود:
| Mechanical horsepower hp(I)                             | ≡ 33,000 ft·lbf/min = 550 ft⋅lbf/s ≈ 17,696 lb⋅ft2/s3 ≈ 745.69987158227 W ≈ 76.0402249068 kgf⋅m/s ≈ 76.04 kg ⋅ 9.80665 m/s2 ⋅ 1 m/s     | |
| Metric horsepower hp(M) – also PS, cv, hk, pk, ks or ch | ≡ 75 kgf⋅m/s ≡ 75 kg ⋅ 9.80665 m/s2 ⋅ 1 m/s ≡ 735.49875 W ≈ 542.476038840742 ft⋅lbf/s                                                   | |
| Electrical horsepower hp(E)                             | ≡ 746 W | |
| Boiler horsepower hp(S)                                 | ≡ 33,475 BTU/h = 9,812.5 W | |
| Hydraulic horsepower                                    | = flow rate (US gal /min) × pressure (psi) × ۷/۱۲٬۰۰۰ or = flow rate (US gal /min) × pressure (psi) / 1714 = 550 ft⋅lbf/s = 745.69987 W | = flow rate (US gal /min) × pressure (psi) × ۷/۱۲٬۰۰۰ or = flow rate (US gal /min) × pressure (psi) / 1714 = 550 ft⋅lbf/s = 745.69987 W |
| Air horsepower                                          | = flow rate (cubic feet / minute) × pressure (inches water column) / 6,356 or = 550 ft⋅lbf/s = 745.69987 W                              | = flow rate (cubic feet / minute) × pressure (inches water column) / 6,356 or = 550 ft⋅lbf/s = 745.69987 W                              |

در شرایط خاص لازم است بین تعاریف مختلف اسب بخار تفکیک شود و بنابراین یک پسوند اضافه می‌شود: hp (I) برای اسب بخار مکانیکی، hp (M) برای اسب بخار متریک، hp (S) برای اسب بخار در دیگ‌های بخار و نهایتاً hp(E) برای اسب بخار الکتریکی.

### اسب بخار الکتریکی
پلاک‌های نام بر روی موتورهای الکتریکی، توان خروجی آنها را نشان می‌دهد، نه توان ورودی (یعنی قدرت تحویل داده شده در شفت، و نه توان مصرفی برای حرکت موتور). این توان خروجی به‌طور معمول با وات یا کیلووات بیان می‌شود. در ایالات متحده، توان خروجی بر حسب اسب بخار بیان می‌شود که برای این منظور هر اسب بخار دقیقاً ۷۴۶ وات تعریف می‌شود.

### اسب بخار ترمز
اسب بخار ترمز (به انگلیسی: Brake Horsepower) و به اختصار (bhp) توانی است که با استفاده از دینامومتر نوع ترمز (بار) در یک مکان مشخص مانند میل لنگ، شافت خروجی گیربکس، محور عقب یا چرخ‌های عقب اندازه‌گیری می‌شود.

در اروپا، استاندارد DIN 70020 موتور مجهز به تمام لوازم جانبی و سیستم اگزوز را که در خودرو استفاده می شود، آزمایش می‌کند. استاندارد قدیمی‌تر آمریکا (اسب بخار ناخالص SAE، به نام bhp) از موتور بدون دینام، پمپ آب و سایر اجزای کمکی مانند پمپ فرمان، سیستم اگزوز خفه‌شده و غیره استفاده می‌کرد، بنابراین ارقام بالاتر از ارقام اروپایی بود. همان موتور استاندارد جدیدتر آمریکایی (به نام SAE net powerpower) یک موتور را با تمام اجزای کمکی آزمایش می‌کند (به "استانداردهای تست قدرت موتور" در زیر مراجعه کنید).
ترمز به وسیله‌ای اطلاق می شود که برای ایجاد نیروی ترمز برابر، بار برای تعادل یا برابری با نیروی خروجی موتور و نگه داشتن آن در سرعت چرخشی مطلوب استفاده می شود. در طول تست، گشتاور خروجی و سرعت چرخش برای تعیین اسب بخار ترمز اندازه‌گیری می شود. اسب بخار در ابتدا با استفاده از "نمودار نشانگر" (اختراع جیمز وات در اواخر قرن ۱۸) و بعداً با استفاده از ترمز Prony که به شفت خروجی موتور متصل شده بود اندازه‌گیری و محاسبه شد. دینامومترهای مدرن از هر یک از چندین روش ترمز برای اندازه‌گیری اسب بخار ترمز موتور، خروجی واقعی خود موتور، قبل از تلفات به پیشرانه استفاده می‌کنند.